# Flu Shot
"Flu Shot" é o oitavo episódio da terceira temporada da série de televisão de comédia de situação norte-americana 30 Rock, e o 44.° da série em geral. O seu argumento foi escrito por produtor consultor Jon Pollack e foi realizado pelo produtor Don Scardino. A sua transmissão nos Estados Unidos ocorreu na noite de 15 de Janeiro de 2009 através da rede de televisão National Broadcasting Company (NBC). Dentre as estrelas convidadas para o episódio, estão inclusas Salma Hayek, Chris Parnell, George Bartenieff, Scott Bryce, e John Lutz.
No episódio, a argumentista Liz Lemon (interpretada por Tina Fey) fica consternada quando as suas férias na praia são canceladas, mas defende o direito da equipa do TGS with Tracy Jordan de receber vacinas contra a gripe do Dr. Leo Spaceman (Parnell), que não lhes são providenciadas devido a um suprimento limitado. No entanto, ela muda de ideias quando descobre que afinal de contas as suas férias não foram canceladas. Enquanto isso, Jack Donaghy (Alec Baldwin) começa a namorar a sua enfermeira Elisa Padriera (Hayek) e tenta fazer o relacionamento funcionar apesar de ela trabalhar sete dias por semana. Ao mesmo tempo, Tracy Jordan (Tracy Morgan) e Jenna Maroney (Jane Krakowski) decidem fazer algo para animar a equipa doente.
No geral, "Flu Shot" foi recebido com opiniões mistas pelos críticos especialistas em televisão do horário nobre, que condenaram-no pela sua qualidade aquém do padrão da série. O retorno de Parnell como o Dr. Spaceman foi igualmente criticado por não ter atingido os níveis de humor das suas participações passadas. De acordo com as estatísticas publicadas pelo serviço de mediação de audiências da Nielsen Media Research, o episódio foi assistido em uma média 6,634 milhões de domicílios norte-americanos durante sua transmissão original e recebeu a classificação de 3,2 e oito de share no perfil demográfico dos telespectadores na faixa dos 18 aos 49 anos.

## Produção
"Flu Shot" é o oitavo episódio da terceira temporada de 30 Rock. O seu guião foi escrito por Jon Pollack, produtor consultor da temporada que trabalhou em um enredo para a série pela segunda e última vez, e foi realizado por Don Scardino, produtor da temporada que alcançou o seu 17.° crédito como realizador na série.

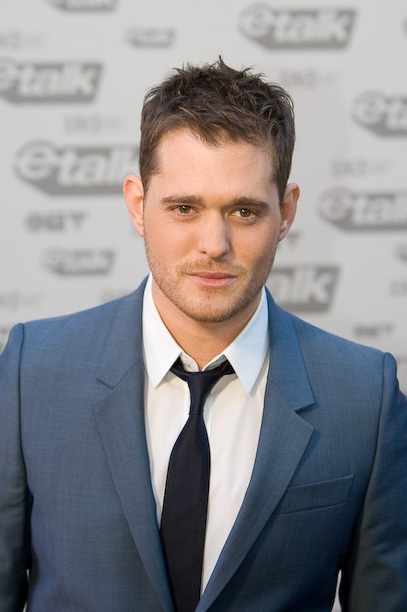
Michael Bublé foi convidado a compor e gravar um tema musical para que fosse incluso neste episódio.

Segundo o relatado por Fey no comentário do DVD para "Flu Shot," 30 Rock não foi autorizado a "afirmar ou insinuar" que o governo dos Estados Unidos realmente tinha esgotado as suas vacinas contra a gripe, como muitas piadas no guião original sofreram cortes. Além disso, houve "muitas reuniões" sobre onde estaria o ponto vermelho no braço de Liz Lemon. A actriz revelou ainda que o seriado teve que solicitar permissão à Disney para "implicar" que Jack e Elisa, no seu encontro romântico, estavam presentes no musical O Rei Leão, que foi concedida. As cenas românticas entre Jack e Elisa, que os mostraram em um parque à noite, foram filmadas em frente a um ecrã verde. De princípio, os produtores de 30 Rock quiseram dirigir-se a diversos locais na Cidade de Nova Iorque, mas acreditavam que enfrentariam muitas dificuldades para filmarem. As cenas de Liz na praia foram também filmadas em frente a um ecrã verde. Neste episódio, quando Kenneth fala francês pela primeira vez, diz "Ma chère maman, pourquoi? Pourquoi m'as tu laissé?" (em português:  "Minha querida mãe, por quê? Por que você me deixou?"). Depois, ele exprime "Je vous déteste" (em português:  "Eu te odeio.").
Este episódio marcou a segunda de seis participações da actriz Salma Hayek em 30 Rock como a enfermeira Elisa Padriera, enfermeira da mãe de Colleen Donaghy e interesse amoroso de Jack. A sua estreia foi em "Señor Macho Solo," e ela viria a encerrar a sua estadia no seriado em "The Ones." O cantor e compositor canadense Michael Bublé gravou a música "Mr. Templeton" para ser inclusa neste episódio. Em entrevista ao canal de televisão canadense CablePulse 24 em Janeiro de 2009, Bublé informou que foi notificado pelo seu agente que tanto Alec Baldwin quanto Salma Hayek — fãs do cantor — esperavam que ele pudesse escrever uma "melodia engraçada" para este episódio, à qual ele concordou. O cantor foi referenciado no episódio anterior, "Señor Macho Solo," quando personagem de Hayek provoca Jack sobre suas muitas colecções de álbuns do artista. Bublé, fã de 30 Rock, revelou em entrevista à revista electrónica Entertainment Weekly que foi convidado pelo seriado a interpretar a música e, como resultado, foi ao estúdio do cantor canadense Bryan Adams em Vancouver para gravar "Mr. Templeton," tema co-composto por Jeff Richmond — produtor executivo e sonoplasta em 30 Rock, além de esposo da criadora Tina Fey.
Outras participações especiais neste episódio foram a de Scott Bryce como Michael Templeton, filho do Sr. Douglas Templeton, interpretado pela outra estrela convidada George Bartenieff. Bryce voltaria a fazer uma outra aparição na quarta temporada como Dave Hess, um antigo colega de Jack. Não obstante, embora os seus nomes tenham sido listados durante a sequência de créditos finais, os actores Judah Friedlander, Keith Powell, Kevin Brown e Grizz Chapman — respectivos intérpretes das personagens Frank Rossitano, James "Toofer" Spurlock, Dot Com Slattery, e Grizz Grizwold — não participaram de "Flu Shot."
Em "Flu Shot," o actor e comediante Chris Parnell fez a sua oitava participação especial em 30 Rock, e primeira da terceira temporada, a interpretar o Dr. Leo Spaceman. Parnell já foi integrante do elenco do Saturday Night Live (SNL), um programa de televisão humorístico norte-americano transmitido pela NBC no qual Fey — produtora executiva, showrunner e actriz principal de 30 Rock — foi argumentista-chefe entre 1999 e 2006. Vários outros membros do elenco do SNL já fizeram uma participação em 30 Rock. Eles são: Fred Armisen, Kristen Wiig, Will Ferrell, Jimmy Fallon, Amy Poehler, Julia Louis-Dreyfus, Bill Hader, Jason Sudeikis, Tim Meadows, Molly Shannon, Siobhan Fallon Hogan, Gilbert Gottfried, Bobby Moynihan, Rachel Dratch, Will Forte, Jan Hooks, Horatio Sanz, e Rob Riggle. Ambos Fey e Tracy Morgan fizeram parte do elenco principal do SNL, com Fey sendo ainda a apresentadora do segmento Weekend Update. Outros membros da equipa de 30 Rock que trabalharam em SNL são John Lutz, argumentista entre 2003 a 2010, e Steve Higgins, argumentista e produtor do SNL desde 1995. O actor Alec Baldwin apresentou o SNL por dezassete vezes, o maior número de episódios por qualquer personalidade.

## Enredo
Liz Lemon (Tina Fey) está animada pela sua semana de férias, até receber uma mensagem de texto da sua assistente Cerie Xerox (Katrina Bowden) a informr-lhe que o hotel no qual planeava se alojar está lotado. Liz vai a uma consulta com o Dr. Leo Spaceman (Chris Parnell), que está a oferecer vacinas contra a gripe nos estúdios do TGS. Lá, ela descobre que as vacinas são dadas apenas a funcionários seleccionados da NBC. O seu chefe Jack Donaghy (Alec Baldwin) pede-lhe para listar os indivíduos mais importantes da sua equipa para receberem a vacina. Porém, Liz discorda dessa racionalização dos cuidados de saúde, e nega receber uma vacina. Jack considera dar uma das vacinas restantes ao estagiário Kenneth Parcell (Jack McBrayer), que se recusa, apesar de estar muito doente com a gripe. Mais tarde, Jack insiste em mudar a ideia de Liz, mas ela continua se recusando e exibe a sua solidariedade à equipa do TGS, que retribuiu com apreço. No entanto, a sua equipa vai ficando cada vez mais doente com o passar do tempo, fazendo-a entrar em pânico e receber a vacina. Jenna Maroney (Jane Krakowski) e Tracy Jordan (Tracy Morgan) decidem ajudar a equipa doente. Eles pensam em fornecer sopa a todos, mas são preguiçosos demais para seguir em frente. Então, ao invés disso, decidem vestir-se de palhaços e fazer um concerto malsucedido no palco do programa, onde acabam jogando uma torta na cara de Liz. A equipa defende Liz até ver o ponto vermelho na qual recebeu a vacina. Liz confessa que escolheu as férias em vez da equipa, pois mais tarde foi informada por Cerie que o hotel tinha na verdade quartos disponíveis, provocando que a equipa odeie-a por isso.
Enquanto isso, Jack deseja passar um tempo com a sua nova namorada Elisa Padriera (Salma Hayek), cujo trabalho como enfermeira não permite. Enquanto cuida de um homem idoso e demente chamado Sr. Douglas Templeton (George Bartenieff), Jack convence-a a passar um tempo com ele, ao qual Elisa cede mas leva o Sr. Templeton consigo. Um dia, enquanto se preparam para sair novamente, Jack e Elisa ficam chocados quando o filho do Sr. Templeton, Michael (Scott Bryce), faz uma visita inesperada. O idoso conta ao filho sobre as escapadas noturnas da enfermeira, embora Elisa diga ao filho que a história não é verdadeira. Enquanto Elisa distrai o filho, Jack tenta sair do apartamentomas é visto pelo Sr. Templeton. Jack explica-lhe a sua situação com Elisa, e ele entende e promete não contar mais nada ao seu filho.

## Referências culturais

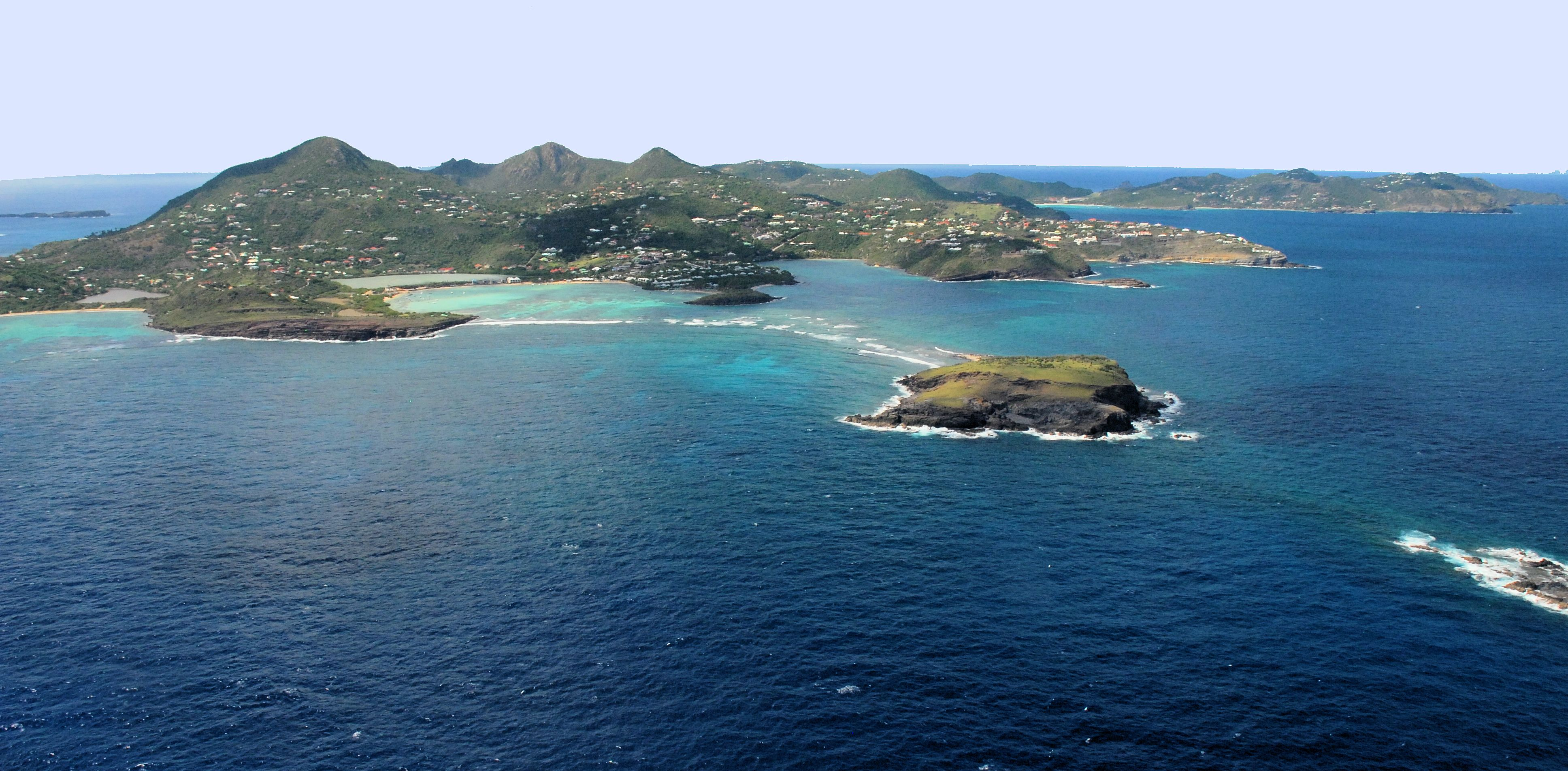
A colectividade francesa São Bartolomeu foi referenciada em "Flu Shot."

### Análises da crítica

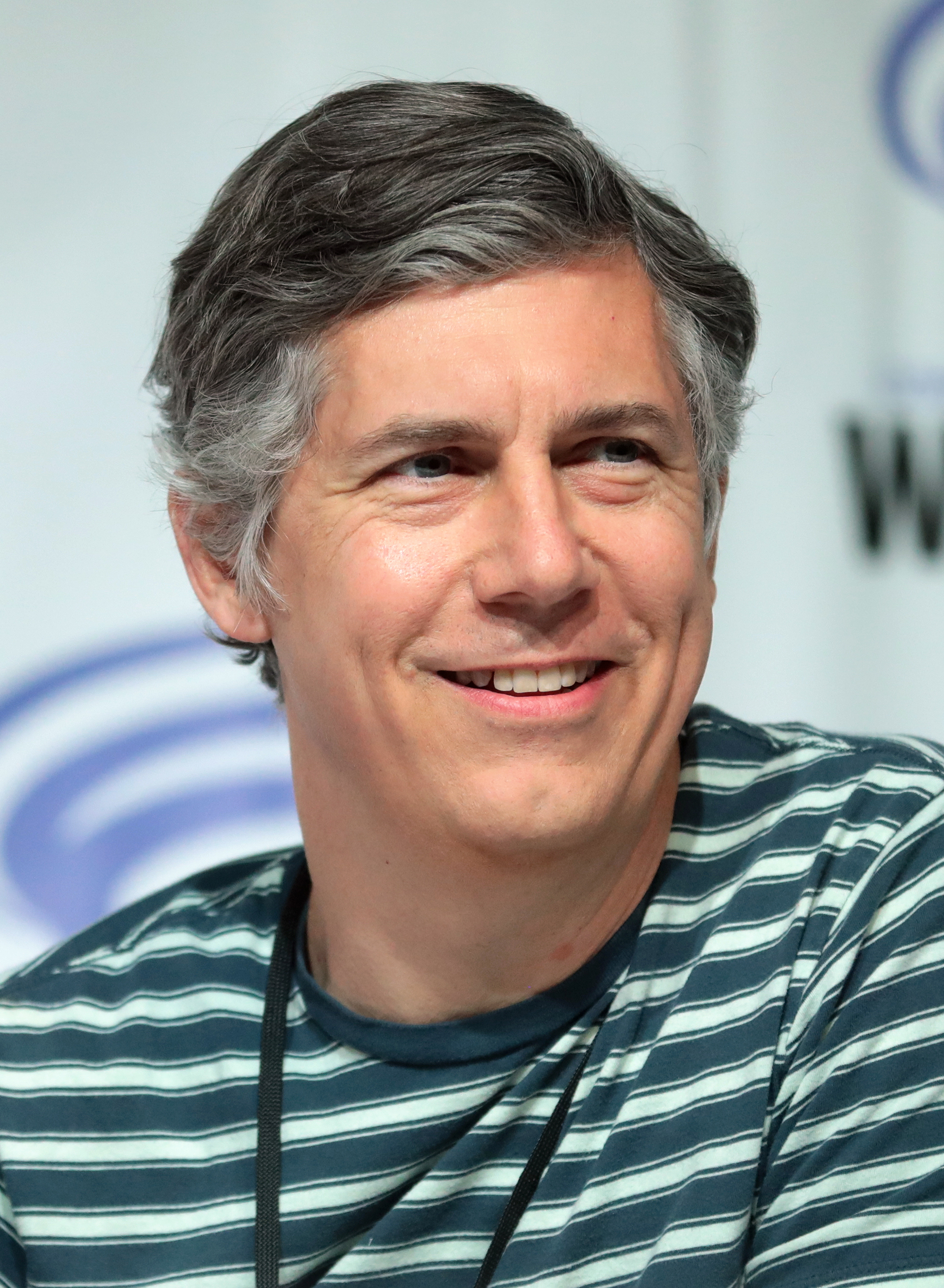
Tal como o episódio no geral, a participação de Chris Parnell foi recebida com opiniões mistas.